# Modularer Querbaukasten
Der Modulare Querbaukasten, kurz MQB, ist ein Baukastensystem für Autos mit quer eingebauten Motoren und Getrieben, das bei der Volkswagen AG 2012 mit dem Audi A3 8V, Golf VII, Seat Leon III und dem Škoda Octavia III eingeführt wurde. Der MQB ersetzt als technisches Fundament konzernweit die bisherigen Plattformen, die sich im Fahrzeugaufbau (Seitenteile, Dach, Türen und Deckel; auch Fahrzeughut genannt) und bei den Systemteilen (Bauteile, die Plattform und Fahrzeugaufbau verbinden) unterscheiden.
Der MQB ist Nachfolger des Plattformkonzeptes, das seit 2005 bei der Volkswagen AG angewendet wird.
In den ersten 10 Jahren bis 2022 wurden 32 Millionen Fahrzeuge auf MQB-Basis produziert.

## Merkmale des MQB

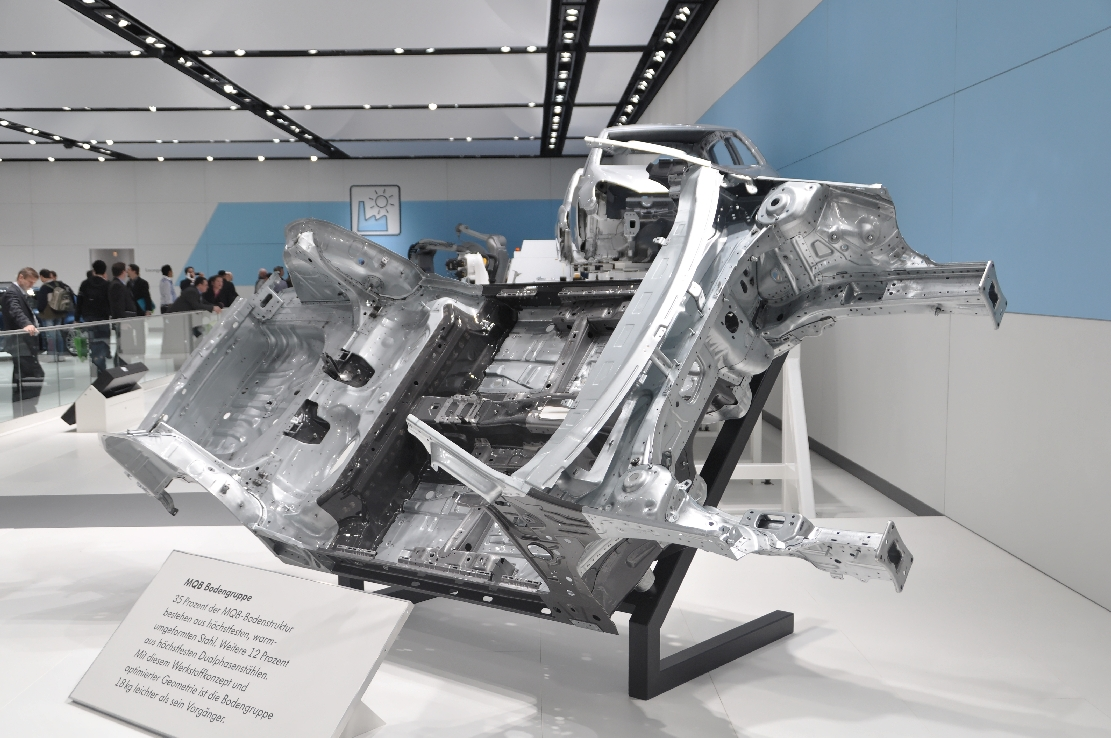
MQB-Bodengruppe
35 Prozent der MQB-Bodenstruktur bestehen aus höchstfesten, warmumgeformten Stählen, weitere 12 Prozent aus höchstfestem Dualphasenstahl. Mit diesem Werkstoffkonzept und optimierter Form ist die Bodengruppe 18 kg leichter als ihr Vorgänger.

Etwa 40 Modelle von Audi, Seat, Škoda, Volkswagen und Volkswagen Nutzfahrzeuge werden mit den neuen verschiedenen Vorder- und Hinterwagen-Modulen gebaut. Diese Module lassen Kombinationen aus unterschiedlichen Radständen und Spurweiten zu, die mit verringertem Gewicht aus neuen hochfesten warmumgeformten Stählen und Dualphasenstählen hergestellt werden. Durch die Vereinheitlichung der Baugruppen können in einer Fertigungslinie 30 Fahrzeuge in der Stunde gebaut werden, was bei höherem Bedarf mit zusätzlichen Industrierobotern auf 60 Fahrzeuge erhöht werden kann. Die Produktionslinien sind durch eine flexible Verschiebetechnik in der Lage, die unterschiedlichen Modelle gemischt aufzubauen.
Die nach dem MQB-Standard gebauten Fahrzeuge sind 40 kg bis 60 kg leichter als die vorherigen.
Der Modulare Produktionsbaukasten (MPB) für Anbauteile und Aggregate wurde gleichzeitig mit dem MQB eingeführt, um die Produktion in den Werken der Volkswagen AG zu standardisieren. Als Hinterachskonstruktionen, die auch zum MPB gehören, sind Verbundlenker- oder Mehrlenkerachsen möglich.

## Fahrzeuge

### MQB
1. Generation des MQB – Start 2012 mit dem neuen VW Golf VII.
| Hersteller | Baureihe          |
| ---------- | ----------------- |
| Audi       | Audi A3 8V        |
| Audi       | Audi Q2 GA        |
| Audi       | Audi TT FV        |
| Seat       | Seat Leon III     |
| Škoda      | Škoda Octavia III |
| Škoda      | Škoda Superb III  |
| Volkswagen | VW Arteon         |
| Volkswagen | VW Atlas          |
| Volkswagen | VW Golf VII       |
| Volkswagen | VW Golf Sportsvan |
| Volkswagen | VW Jetta VII      |
| Volkswagen | VW Lamando        |
| Volkswagen | VW Magotan III    |
| Volkswagen | VW Passat B8      |
| Volkswagen | VW Touran II      |

### MQB-Ax
Die zweite Generation des MQB wurde 2016 mit dem VW Tiguan II eingeführt.
| Hersteller | Baureihe                                  | Plattform MQB-Ax |
| ---------- | ----------------------------------------- | ---------------- |
| Audi       | Audi A1 GB allstreet/Sportback/citycarver | MQB-A0           |
| Audi       | Audi Q3 F3/Audi Q3 Sportback              | MQB-A2           |
| Seat       | Seat Arona                                | MQB-A0           |
| Seat       | Seat Ateca                                | MQB-A1           |
| Seat       | Seat Ibiza V                              | MQB-A0           |
| Seat       | Seat Tarraco                              | MQB-A2           |
| Škoda      | Škoda Fabia IV                            | MQB-A0           |
| Škoda      | Škoda Karoq                               | MQB-A1           |
| Škoda      | Škoda Kodiaq I                            | MQB-A2           |
| Škoda      | Škoda Scala                               | MQB-A0           |
| Škoda      | Škoda Kamiq                               | MQB-A0           |
| Škoda      | Škoda Kushaq                              | MQB-A0           |
| Škoda      | Škoda Kylaq                               | MQB-A0           |
| Škoda      | Škoda Slavia                              | MQB-A0           |
| Volkswagen | VW Polo VI                                | MQB-A0           |
| Volkswagen | VW T-Cross                                | MQB-A0           |
| Volkswagen | VW Taigo                                  | MQB-A0           |
| Volkswagen | VW T-Roc                                  | MQB-A1           |
| Volkswagen | VW Tayron                                 | MQB-A2           |
| Volkswagen | VW Teramont X                             | MQB-A2           |
| Volkswagen | VW Tharu                                  | MQB-A2           |
| Volkswagen | VW Tiguan II                              | MQB-A2           |

### MQBevo
Die Weiterentwicklung des MQB wurde 2019 mit dem Cupra Formentor als Konzeptfahrzeug eingeführt.
| Hersteller | Baureihe             |
| ---------- | -------------------- |
| Audi       | Audi A3 8Y           |
| Audi       | Audi Q3 FJ           |
| Cupra      | Cupra Leon IV        |
| Cupra      | Cupra Formentor      |
| Cupra      | Cupra Terramar       |
| Ford       | Ford Tourneo Connect |
| Seat       | Seat Leon IV         |
| Škoda      | Škoda Octavia IV     |
| Škoda      | Škoda Kodiaq II      |
| Škoda      | Škoda Superb IV      |
| Volkswagen | VW Caddy V           |
| Volkswagen | VW Teramont          |
| Volkswagen | VW Golf VIII         |
| Volkswagen | VW T7 Multivan       |
| Volkswagen | VW Passat B9         |
| Volkswagen | VW Tiguan III        |
| Volkswagen | VW Tayron            |

## Weitere Baukästen und Plattformen des VW-Konzerns
- Modularer Längsbaukasten (MLB) – Plattformkonzept für längs eingebauten Antriebsstrang der Volkswagen AG.
- Modulare Standardantriebsbaukasten (MSB) – Plattformkonzept für Fahrzeuge mit Allrad- oder Hinterradantrieb.
- Modulare E-Antriebs-Baukasten (MEB) – Plattformkonzept für batterie-elektrische Autos der Volkswagen AG.
- Premium Platform Combustion (PPC) – Plattformkonzept für das „Premium“-Segment von Verbrennerfahrzeugen der Volkswagen AG.
- Premium Platform Electric (PPE) – Plattformkonzept für das „Premium“-Segment von Elektrofahrzeugen der Volkswagen AG.
- Scalable Systems Plattform (SSP) – soll als konzernweite Mechatronik-Plattform die Plattformen MQB, MLB, MSB sowie insbesondere MEB und PPE ablösen. Auf der SSP basierende reine Elektrofahrzeuge sollen ab 2026 produziert werden.[8][9]